# Satoru Yamagishi
Satoru Yamagishi (jap. 山岸智 Yamagishi Satoru; ur. 3 maja 1983 w Chibie) – japoński piłkarz występujący na pozycji pomocnika w Kawasaki Frontale. Mierzy 181 cm wzrostu. Wcześniej grał w JEF United Ichihara Chiba.

## Sukcesy
- wygranie ligi japońskiej:2005, 2006